# Apparizioni di Međugorje

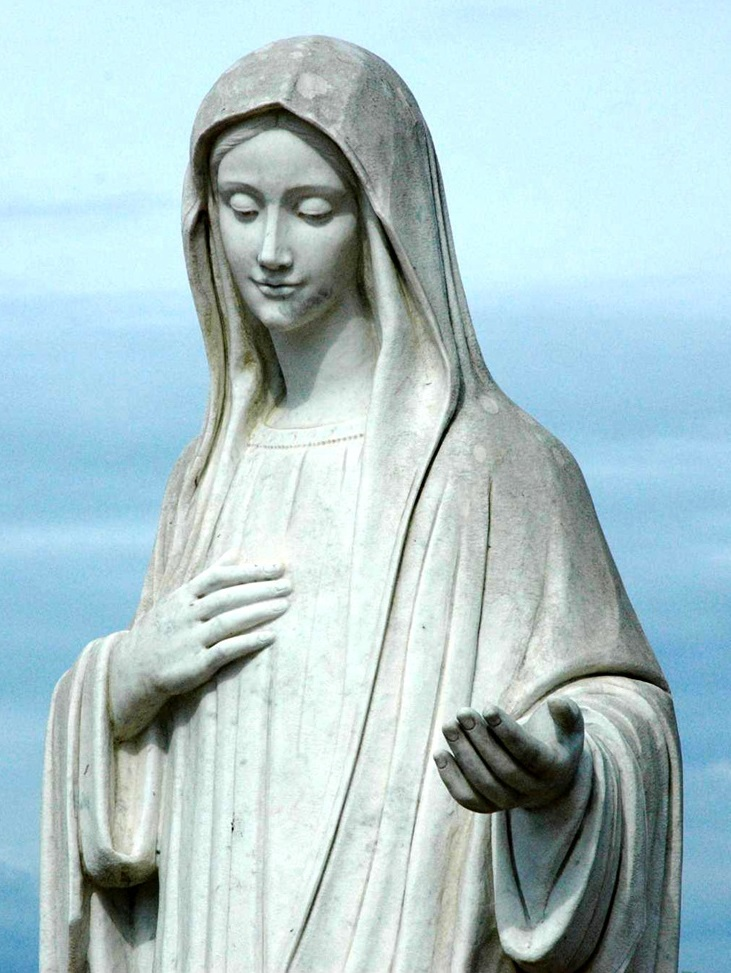
Statua della Madonna a Međugorje

Con "apparizioni di Međugorje" ci si riferisce ad alcune presunte visioni della Vergine iniziate nel giugno 1981 presso sei veggenti a Međugorje, una località del comune di Čitluk in Bosnia-Erzegovina.

## Storia

### Le prime apparizioni

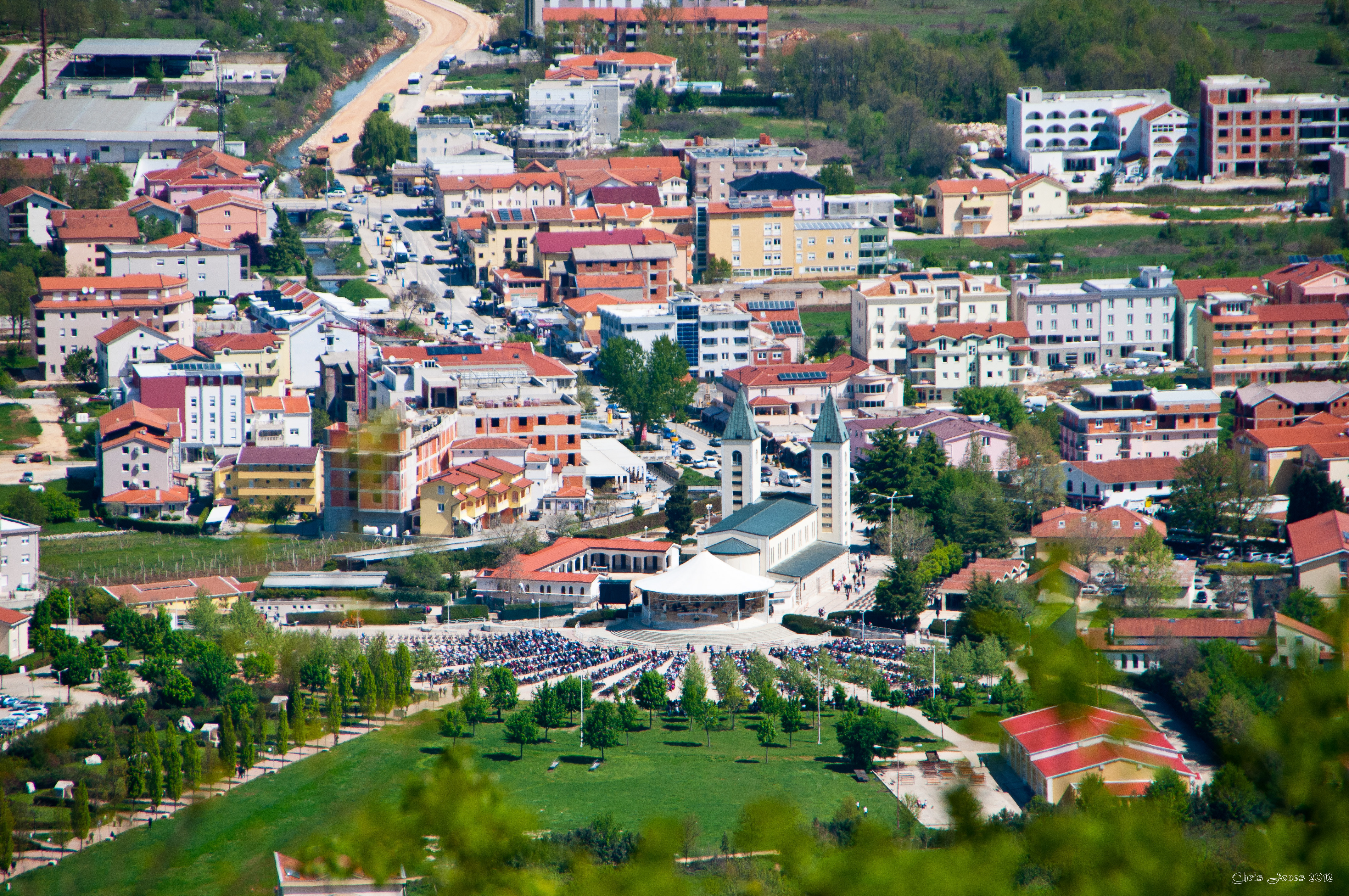
Vista aerea della chiesa parrocchiale di San Giacomo a Međugorje

Nel pomeriggio del 24 giugno 1981 Ivanka Ivanković, allora quindicenne, e Mirjana Dragičević, sedicenne, stanno passeggiando ai piedi della collina del Podbrdo quando, alle quattro del pomeriggio, avrebbero intravisto una figura femminile su una piccola nube. Spaventate, le due ragazze fuggono e ritornano in paese. Poco dopo, verso le 18:30, decidono di tornare sulla collina accompagnate da Vicka Ivanković, cugina di Ivanka. Le tre ragazze avrebbero visto di nuovo la figura femminile con un bambino in braccio e l'avrebbero identificata sin da subito con la Madonna.
Il giorno dopo le ragazze salgono nuovamente sulla collina accompagnate da Marja Pavlović, cugina di Mirjana, da Jakov Čolo di 10 anni e da Ivan Dragičević di 16. La Madonna sarebbe apparsa di nuovo all'intero gruppo e avrebbe avuto un breve dialogo con Ivanka in merito alla madre, scomparsa pochi mesi prima. Il 26 giugno il gruppo sale di nuovo sulla collina e avrebbe avuto di nuovo un breve dialogo con la Vergine. La Madonna invita i veggenti a pregare per la pace.
La notizia delle apparizioni inizia a diffondersi tra gli abitanti del luogo, suscitando l'irritazione della polizia jugoslava. Il 27 giugno ai ragazzi viene proposto di sottoporsi ad un esame psichiatrico ma si rifiutano. Al tramonto avrebbero avuto un nuovo dialogo con la Madonna. Sul luogo preciso delle apparizioni la gente del paese pone una pietra segnata da una croce bianca.
Il 28 giugno si contano almeno diecimila persone che assistono all'apparizione serale della Vergine. Il 29 giugno i veggenti sono nuovamente prelevati dalla polizia jugoslava e condotti per esami all'ospedale psichiatrico di Mostar. La perizia conferma la loro sanità mentale e vengono rilasciati in serata; tornati sulla collina assistono a una nuova apparizione.
Il 30 giugno due collaboratrici dei servizi segreti convincono i ragazzi ad allontanarsi da Međugorje, mentre la collina viene chiusa dalla polizia. In serata, all'ora dell'apparizione, i veggenti sono su un'automobile fra Ljubuški e Čitluk e vedono la Vergine venire loro incontro sulla strada. In questa circostanza la Madonna avrebbe detto che sarebbe apparsa per soli altri tre giorni. Dubbi sono stati sollevati sulla veridicità dell'intervento effettivo dei servizi segreti nella vicenda: i ragazzi furono accompagnati da due assistenti sociali Mica Ivanković, cugina di Vicka e Ivanka, e Ljubica Vasilj-Gluvić. La sera stessa, parlando con padre Jozo in una conversazione registrata, affermarono di aver scelto liberamente di andare in gita a Cerna, nota località turistica della Bosnia, senza subire alcun tipo di pressione.

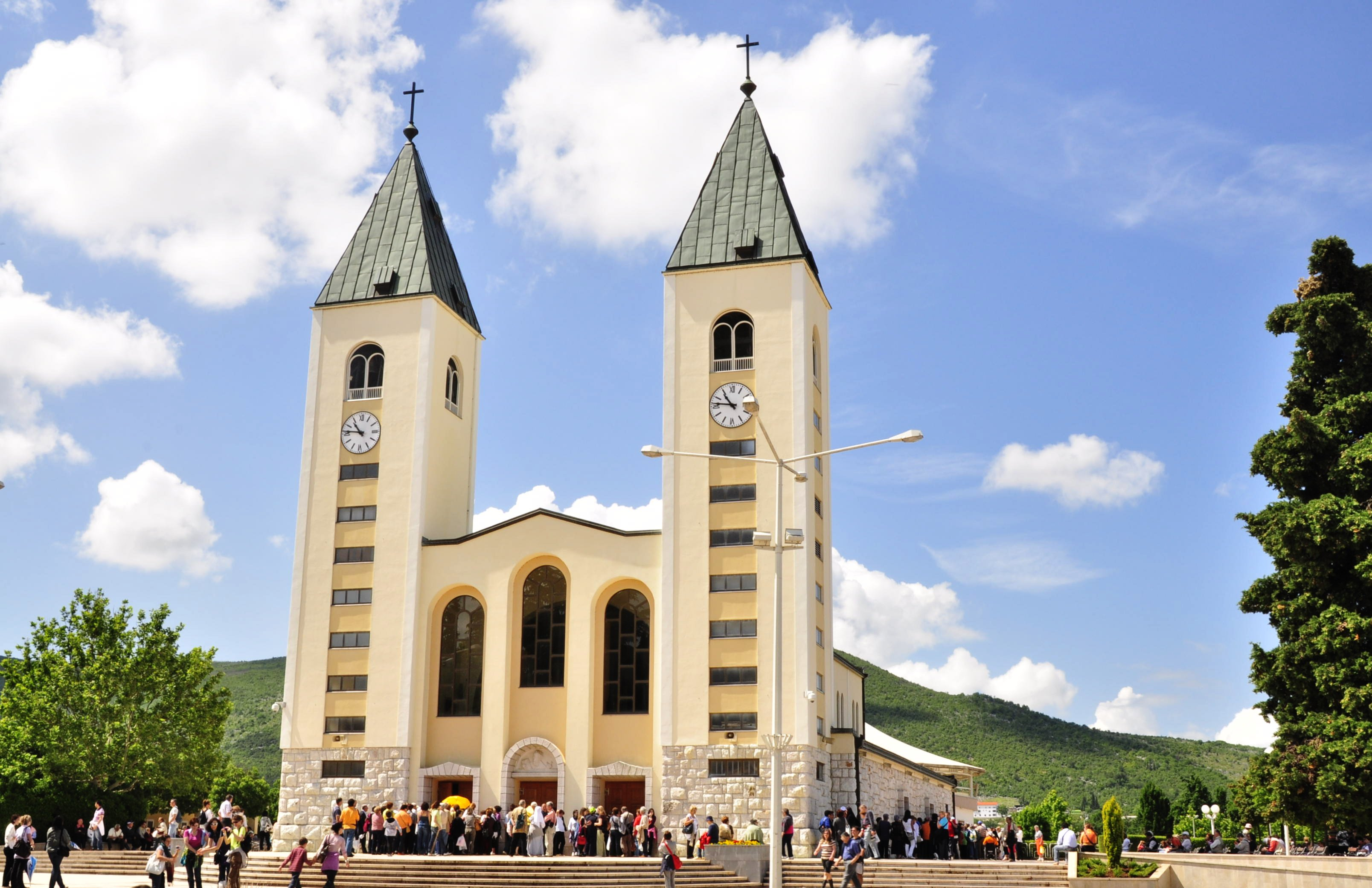
Chiesa parrocchiale di Međugorje

Il 1º luglio i veggenti sono nuovamente portati via dalla polizia. L'apparizione avviene sul furgone della polizia dove sono tenuti prigionieri. Il 2 luglio, per sfuggire alla polizia, i ragazzi si nascondono nella canonica dei francescani e qui vedono una nuova apparizione della Madonna. A metà luglio la notizia delle presunte apparizioni appare su un giornale cattolico di Zagabria, dando così rilevanza internazionale ai fatti. Iniziano ad avvicinarsi a Međugorje anche i primi pellegrini dall'estero.
Le autorità jugoslave ordinano nuovamente la chiusura del Podbrdo, mentre il 12 agosto viene arrestato padre Jozo Zovko, capo della comunità francescana di Međugorje, ritenuto dalla polizia il reale mandante delle apparizioni. Padre Jozo verrà condannato a otto anni per il reato di "attentato alla sicurezza e all'unità della patria".
Intanto Međugorje viene visitata da un numero sempre crescente di visitatori, curiosi e pellegrini che affermano di vedere segni e figure luminose nel cielo. Diciassette mesi dopo l'inizio delle visioni, padre Jozo viene rilasciato e le autorità decidono di non ostacolare più il flusso dei pellegrini e le attività dei veggenti.

### I dieci segreti
Fra il 1984 e il 1985 la Madonna avrebbe rivelato ai veggenti dieci segreti che, similmente a quelli di Fátima, conterebbero rivelazioni su avvenimenti futuri. Il 25 giugno 1985 la veggente Mirjana ha affermato di aver ricevuto dalla Madonna una pergamena contenente i dieci segreti. Questa pergamena, a detta della veggente, sarebbe fatta di uno speciale materiale sulla quale ognuno legge una cosa diversa, a eccezione di tre veggenti che vi leggono i segreti. I veggenti si sono sempre rifiutati di far compiere analisi scientifiche sulla pergamena.
I dieci segreti, sempre secondo quanto affermato dai veggenti, saranno resi noti al mondo intero, tre giorni prima che accadano, dal francescano padre Petar Ljubičić, che sarà informato dieci giorni prima dalla stessa Mirjana. Uno dei segreti sarà un segno permanente e visibile sulla collina delle apparizioni.

### I messaggi al mondo
A partire dal 1º marzo 1984 i veggenti hanno iniziato a diffondere messaggi per l'umanità da parte della Vergine Maria, a cui talvolta si riferiscono usando la parola del serbo-croato gospa ("signora"). Infatti in quella data la Madonna apparve alla veggente Marja affidando a lei e alla parrocchia di Međugorje questo compito. Inizialmente i messaggi venivano rivelati ogni giovedì, poi a partire dal 1987 ogni 25 del mese.

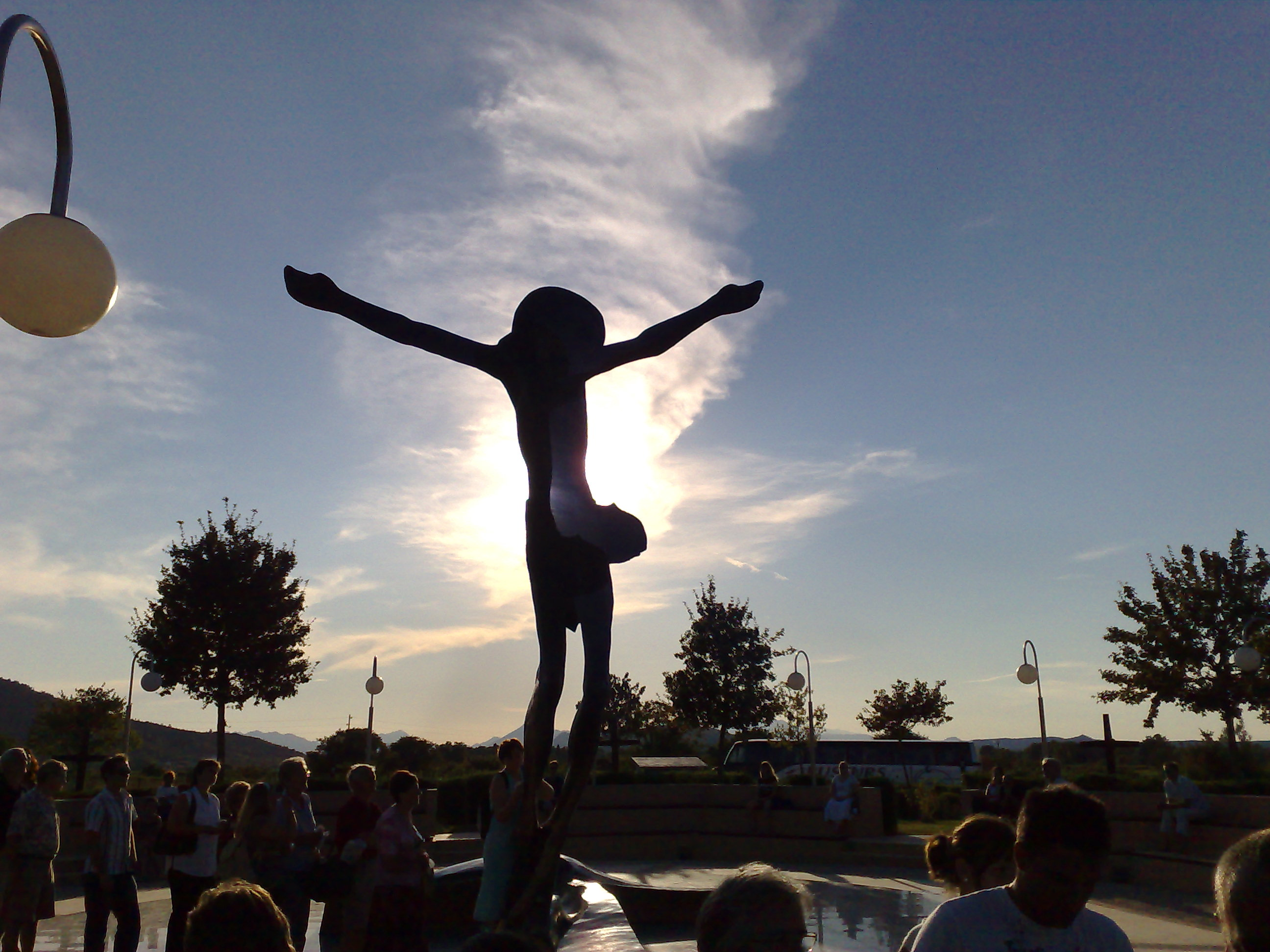
Statua del "Cristo risorto" a Međugorje

## Il giudizio della Chiesa cattolica

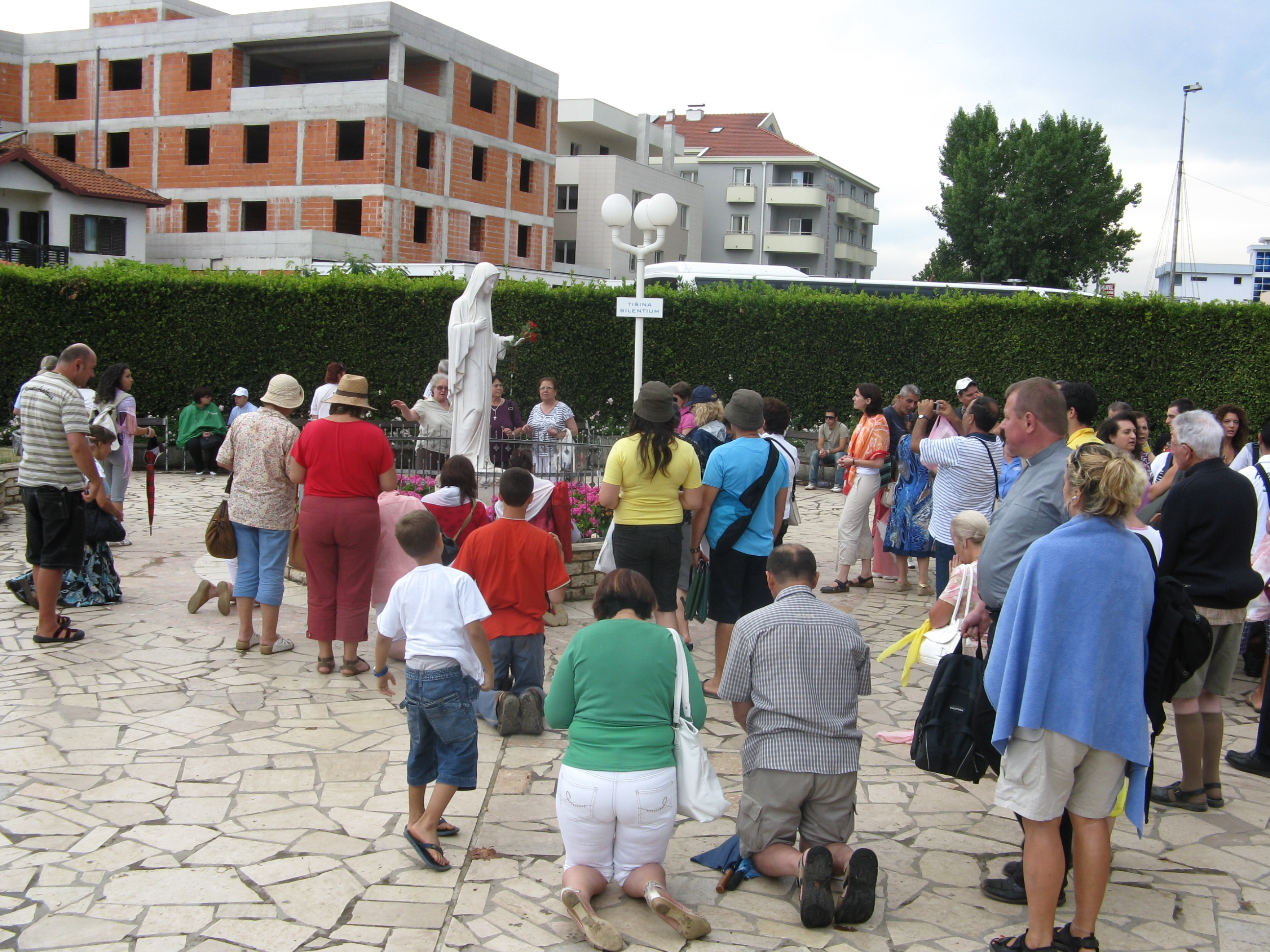
Fedeli in preghiera dinnanzi la statua della Madonna di Međugorie

### Fino alla dichiarazione di Zara
Nel corso degli anni Ottanta Međugorje acquista sempre più notorietà internazionale. Pavao Žanić, il vescovo di Mostar nella cui giurisdizione rientra anche la località delle apparizioni, sin da subito si mostra scettico sul fenomeno. Nel 1984 la commissione diocesana d'inchiesta emette un giudizio negativo sulle apparizioni.
Nel 1991 i vescovi della Jugoslavia, allora una nazione ancora unita, approvano la cosiddetta "dichiarazione di Zara", dal nome della città dalmata dove si sono riuniti. Essi affermano che "sulla base delle indagini sin qui compiute non è possibile affermare che si tratta di apparizioni e fenomeni soprannaturali". Questa dichiarazione, unico pronunciamento ufficiale della Chiesa, è stata giudicata diversamente: per i sostenitori della veridicità delle apparizioni si tratta di un giudizio sospensivo, per i critici è invece una bocciatura netta.

### Sviluppi successivi
Ancora nel 2007 il cardinale Segretario di Stato Tarcisio Bertone affermava: "Tutto è rinviato alla dichiarazione di Zara del 1991, che lascia la porta aperta a future indagini".
Negli anni successivi, a seguito di una richiesta di chiarimenti inviata da Gilbert Aubry vescovo di Saint-Denis-de-La Réunion, la Congregazione per la Dottrina della Fede attraverso una lettera firmata dall'allora segretario Tarcisio Bertone ha dichiarato che «dopo la divisione della Jugoslavia in diverse nazioni indipendenti, spetterebbe ora ai membri della Conferenza episcopale della Bosnia-Erzegovina riprendere eventualmente in esame la questione ed emettere, se il caso lo richiede, nuove dichiarazioni» concludendo che «i pellegrinaggi a Međugorje che si svolgono in maniera privata, sono permessi a condizione che non siano considerati come un'autenticazione degli avvenimenti in corso e che richiedono ancora un esame da parte della Chiesa».
Tra i prelati che si sono espressi nettamente contro l'autenticità delle apparizioni vi fu l'allora vescovo di Mostar-Duvno (la diocesi che ha competenza sulla parrocchia di Međugorje) Pavao Žanić; opinione mantenuta anche dal successore Ratko Perić.
Il 17 marzo 2010 la Santa Sede ha istituito, presso la Congregazione per la Dottrina della Fede, una speciale commissione internazionale di inchiesta e di studio sulle apparizioni della Madonna di Međugorje, presieduta dal cardinale Camillo Ruini e composta da una ventina di membri tra cardinali, vescovi, periti ed esperti. Questa commissione ha lavorato in maniera riservata e ha sottoposto nel febbraio 2014 le sue conclusioni alla Congregazione stessa, competente ora ad adottare le decisioni del caso. I punti essenziali di questa relazione, secretata per anni, sono stati resi noti il 15 maggio 2017 da Papa Francesco rispondendo alla domanda di un giornalista. Il testo integrale della relazione è stato pubblicato nel 2020, in due diversi libri, dai vaticanisti Saverio Gaeta e David Murgia. Nel 2021, sono stati pubblicati gli estratti dei verbali delle riunioni della commissione.  In estrema sintesi, le prime sette apparizioni, avvenute fra il 24 giugno e il 3 luglio 1981, sono state giudicate probabilmente autentiche. La Commissione si era espressa in merito con tredici voti favorevoli al riconoscimento, un voto contrario e un voto sospensivo.
Invece sugli sviluppi del fenomeno la Commissione Ruini si è espressa in maniera fortemente critica esprimendo dubbi sulla reale origine sovrannaturale delle apparizioni dopo il 3 luglio 1981, sui messaggi della Vergine rilasciati dopo quella data e sui segreti. La relazione Ruini non è comunque il giudizio definitivo della Chiesa sul fenomeno che resta competenza esclusiva del Pontefice. Papa Francesco ha giudicato in modo positivo il lavoro svolto dalla commissione e l'11 febbraio 2017 ha delegato l’arcivescovo polacco Henryk Hoser di effettuare ulteriori indagini sulla situazione pastorale.
Il 18 settembre 2024, il Vaticano approva ufficialmente il culto pubblico della Madonna di Medugorje, evitando però di pronunciarsi sulla presunta soprannaturalità degli eventi. Nel comunicato viene detto che i fedeli «possono ricevere uno stimolo positivo per la loro vita cristiana attraverso questa proposta spirituale e autorizza il culto pubblico», ma al tempo stesso questo non implica la certificazione del «carattere soprannaturale del fenomeno». La nota Regina della pace del Dicastero per la dottrina della fede, approvata dal Papa il 28 agosto, rileva anche i frutti spirituali prodotti a Medjugorje, in particolare il numero di conversioni, ed esprime un giudizio complessivamente positivo sul fenomeno cui i fedeli non sono obbligati a credere. Facendo seguito alla nota, il 19 settembre 2024 il vescovo Mons. Palic ha siglato un decreto che contiene il nulla osta "“per apprezzare il valore pastorale e promuovere pure la diffusione di questa proposta spirituale, anche mediante eventuali pellegrinaggi”, ribadendo che i fedeli e i membri della gerarchia ecclesiastica non sono obbligati a credere alle apparizioni.

## I veggenti

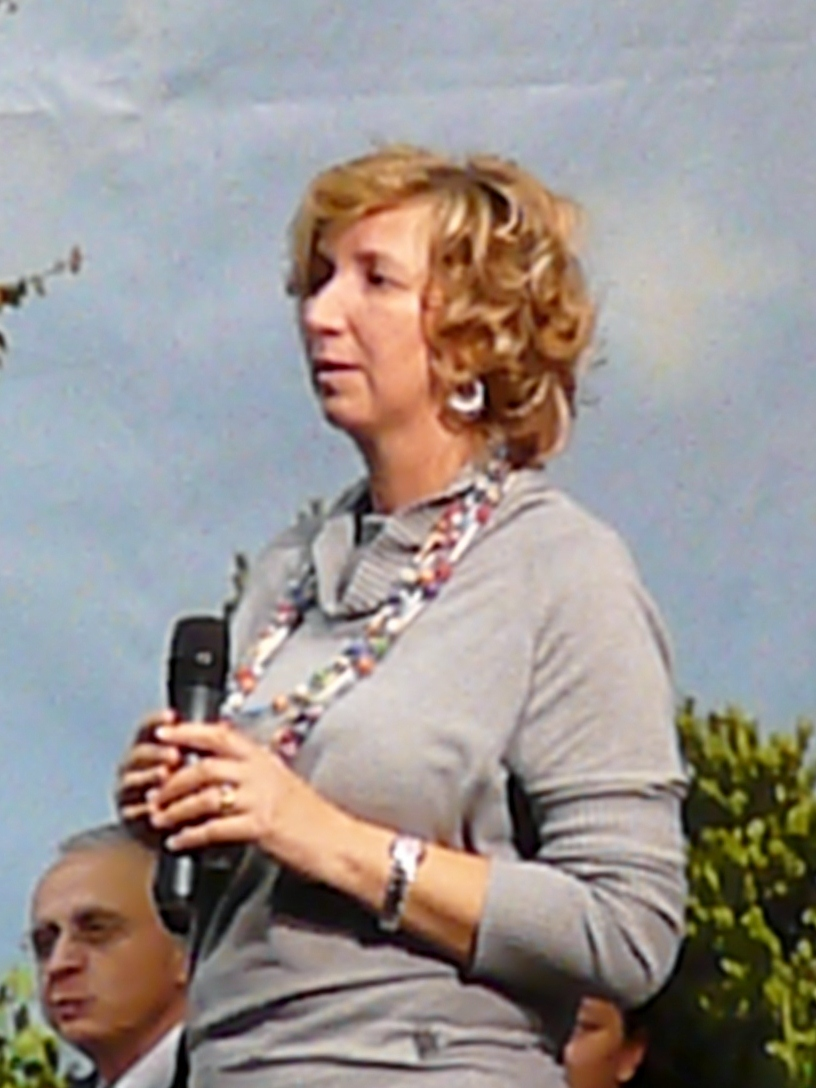
La veggente Marija Pavlović durante una conferenza al PalaDesio (ottobre 2011)

### Marija Pavlović Lunetti
Marija Pavlović Lunetti è nata nella frazione di Čitluk a Bijakovići in Bosnia ed Erzegovina il 1º aprile 1965 da Filippo e Iva, due agricoltori, e ha tre sorelle e tre fratelli. Dal 1993, quando ha sposato il marito, vive a Monza con i suoi quattro figli maschi. Dice di avere apparizioni quotidiane e di aver ricevuto nove dei dieci segreti dalla Madonna. Dal 1º marzo 1984 all'8 gennaio 1987 sosteneva di ricevere il messaggio della Madonna ogni giovedì. Dal 25 gennaio 1987, il 25 di ogni mese comunica il testo del messaggio alla parrocchia di San Giacomo in Međugorje, per la sua ulteriore divulgazione. L'intenzione di preghiera affidata a lei dalla Vergine è per le anime del purgatorio.
Svolge un'intensa attività di testimonianza, tenendo varie conferenze in Italia (Desio, Bologna, Brescello, Canazei) dedicandosi inoltre al dialogo anche personale con i fedeli. Assieme a Suor Emmanuel, gira per il mondo a testimoniare la sua devozione e fede, e, ovunque ella si rechi, dice di ricevere un'apparizione. È stata sottoposta a numerosi studi clinici, sia negli anni 1981-1985, sia più recentemente nel 2005 da parte del neurologo francese Phillipe Loron, che avrebbero accertato la sua normalità psichica e l'effettivo verificarsi di uno stato di estasi durante le presunte apparizioni.
Nel 1998 ha pubblicato un libro intitolato La Madonna ci insegna a pregare, scritto insieme a Livio Fanzaga e pubblicato in Italia da Editrice Shalom.

### Mirjana Dragičević Soldo
Mirjana Dragičević è nata a Sarajevo il 18 marzo 1965; avrebbe avuto apparizioni quotidiane dal 24 giugno 1981 al 25 dicembre 1982. In tale data avrebbe ricevuto l'ultima apparizione quotidiana e il decimo segreto. Successivamente avrebbe avuto apparizioni il 18 marzo di ogni anno (giorno del suo compleanno) e dal 2 agosto 1987 avrebbe iniziato a ricevere messaggi anche il 2 di ogni mese. La Madonna le avrebbe preannunciato che il messaggio del 18 marzo sarebbe durato per tutta la vita. Afferma che il 2 di ogni mese prega insieme alla Madonna "per coloro che non hanno ancora conosciuto l'amore di Dio", ovvero per i non credenti. Attualmente solamente lei, Jakov e Ivanka dicono di conoscere tutti i 10 segreti.
Mirjana Dragičević si è sposata con Marko Soldo il 16 settembre 1989. Ha due figli e vive con la famiglia a Međugorje.
Nel 2020 sono terminate le apparizioni mensili. Ora ha solamente l'apparizione annuale.

### Ivanka Ivanković Elez
Nata a Bijakovići il 21 giugno 1966 da Ivan e Jakoda. Abitava a Mostar fino ad aprile 1981 ma è arrivata a Međugorje con il fratello Mario più grande e sorella più piccola dalla nonna nel 1981 durante le vacanze estive. È sposata dal 18 dicembre 1986 con Raiko Elez, ha tre figli e vive con la famiglia a Međugorje. Tra le veggenti, è stata la prima a sposarsi.
Sostiene di aver avuto apparizioni quotidiane dal 24 giugno 1981 (è stata la prima a vedere la Madonna) fino al 7 maggio 1985, giorno in cui la Madonna le avrebbe rivelato l'ultimo dei dieci segreti. Afferma che la Madonna le disse che per tutta la sua vita avrebbe ricevuto un'apparizione, una volta l'anno, il 25 giugno, in occasione dell'anniversario della prima apparizione; a lei è stata affidata la preghiera per le famiglie.

### Vicka (Vida) Ivanković
Nata a Bijakovići il 3 settembre 1964, è sposata con Mario Mijatović dal 26 gennaio 2002 in Gruda, un piccolo villaggio vicino Međugorje, ha due figli, Maria-Sofia e Anton, e vive con la famiglia a Krehin Grac (parrocchia di Gradina) presso Međugorje. Afferma di ricevere apparizioni quotidiane fin dal 24 giugno 1981 e di conoscere solo nove dei «dieci segreti». Oltre ad Ivan e Marija che ancora oggi dicono di godere dell'apparizione della Madonna quotidiana, lei è l'unica che vive a Međugorje. A lei la Madonna ha affidato il compito di pregare per i malati. Nel suo libro A Medjugorje con Maria Vicka afferma di aver ricevuto dalla Madonna la sua storia personale, che pubblicherà sotto forma di biografia non appena sarà autorizzata.

### Ivan Dragičević
Nato il 25 maggio 1965 a Bijakovići, è sposato con Laureen Murphy (ex miss del Massachusetts) dal 23 ottobre 1994, ha quattro figli e vive tra Međugorje e Peabody (in Massachusetts). Sostiene di avere apparizioni quotidiane dal 24 giugno 1981 e di conoscere solo nove dei «dieci segreti». A lui è stato assegnato l'incarico di pregare per i giovani e per i sacerdoti.

### Jakov Čolo
Nato il 6 marzo 1971 a Sarajevo, il più giovane tra i veggenti, rimasto in tenera età orfano di entrambi i genitori, è sposato dal 1993 con Annalisa Barozzi, dalla quale ha avuto tre figli e vive con la sua famiglia a Međugorje. Afferma di aver ricevuto l'ultima apparizione quotidiana il 12 settembre 1998 in Florida e di avere appreso in tale data l'ultimo dei dieci segreti. Dice inoltre di ricevere un'apparizione annuale di Maria con il bambino Gesù in braccio nel giorno di Natale. A lui la Madonna avrebbe affidato la preghiera per i malati.

### Petar Ljubičić
Nato a Prisoje (Tomislavgrad) nel 1946 è il padre francescano responsabile della parrocchia di Međugorje, nella diocesi di Mostar. Non è un veggente ma il sacerdote scelto da Mirjana Dragičević per la rivelazione al mondo dei «dieci segreti», tre giorni prima del loro verificarsi.

## I riscontri sui veggenti

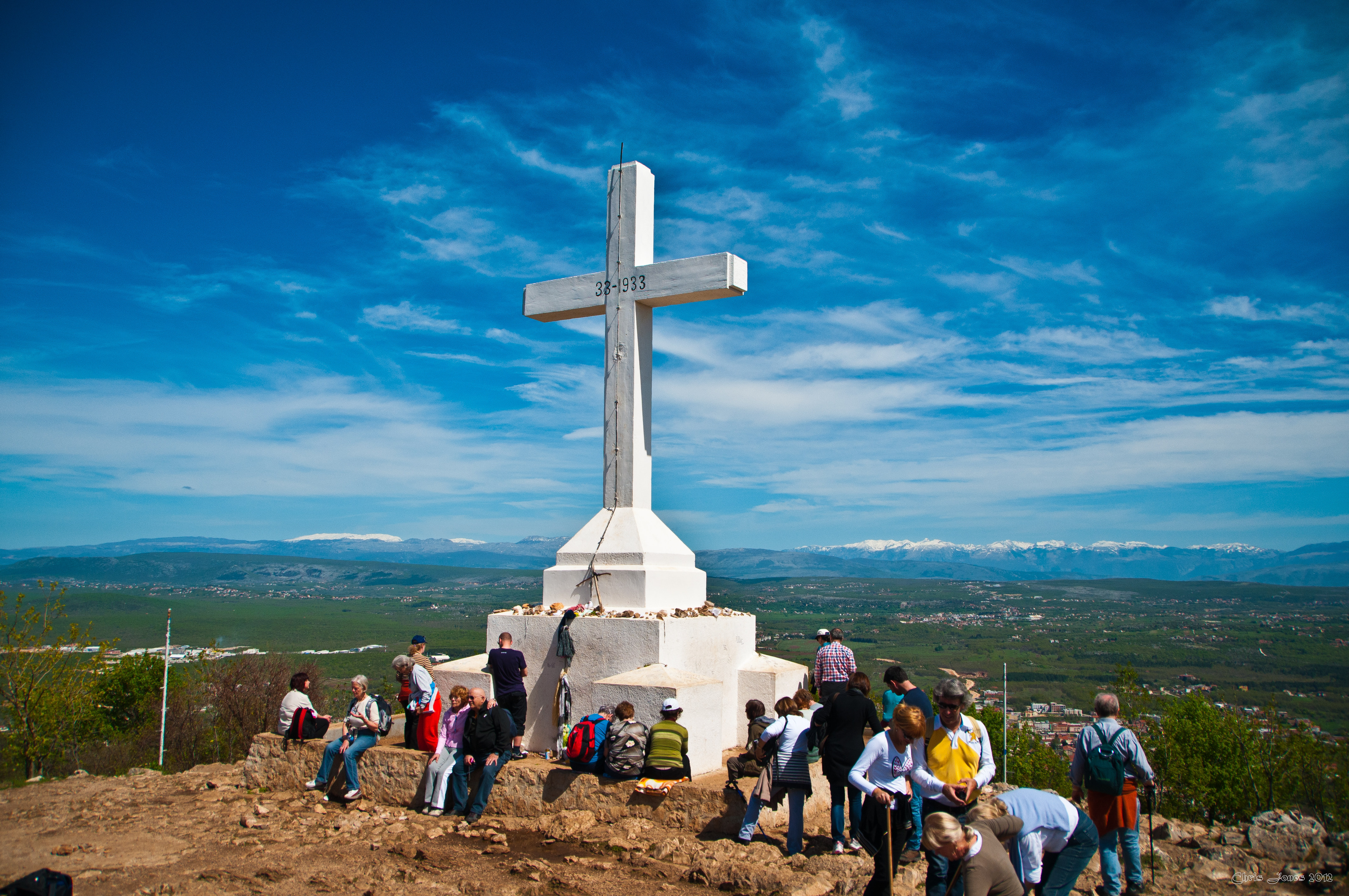
Croce Monte Križevac, una delle tappe dei pellegrini a Međugorie

Per quanto riguarda lo studio dei fenomeni dal punto di vista medico-scientifico, diverse commissioni hanno sottoposto i protagonisti ad indagini. I primi approfondimenti dal punto di vista medico-scientifico circa la natura dei fenomeni furono disposti già alle origini degli eventi, nel 1981, dalle autorità civili e sanitarie comuniste competenti della ex-Jugoslavia. Accanto a tali indagini, va in primo luogo ricordata l'attività della commissione composta da un team di cinque medici, sotto la direzione dell'oncologo professor Henri Joyeux, docente presso la Facoltà di Medicina di Montpellier, i cui risultati del 1984 sono stati pubblicati negli Études médicales et scientifiques sur les apparitions de Međugorje (1985). Tale pubblicazione fu poi seguita da altri studi, condotti direttamente sui veggenti nel settembre 1985 a cura di una commissione medico-scientifica (intitolata "Associazione Regina della Pace") coordinata da altri studiosi italiani, tra i quali il ginecologo dottor Luigi Frigerio, il gastroenterologo Giacomo Mattalia e il dottor Marco Margnelli, neurofisiologo presso il CNR. I risultati cui sono pervenuti tali studi sono stati riassunti nella documentazione Dossier scientifico su Međugorje (1986).
Si sono svolte poi altre indagini, nell'aprile 1998, a cura di una terza commissione, sotto il coordinamento del dottor Giorgio Gagliardi.
Occorre infine ricordare gli esami medici più recenti ai quali sono stati sottoposti direttamente i veggenti nel giugno 2005, a cura del dottor Phillipe Loron, neurologo presso la clinica Salpêtrière di Parigi. I risultati di tali studi non sono stati pubblicati, al di là delle scarne dichiarazioni rilasciate dal dottor Loron al quotidiano Slobodna Dalmacija in data 27 giugno 2005.
In rapporto ai diversi momenti in cui tali indagini multidisciplinari sono state svolte, sono state impiegate strumentazioni diagnostiche aggiornate. È importante sottolineare che tali studi sono stati condotti direttamente sui veggenti.
Pur procedendo con approcci e sfumature differenti, essi concordano nel ritenere i diversi veggenti, nelle varie età e condizioni in cui sono stati studiati, sani ed equilibrati nella mente e nel corpo, non soggetti a forme isteriche, né ad altre forme patologiche, a stati di epilessia, ad allucinazioni, o a catalessia: simili ipotesi, infatti, sono state escluse scientificamente. Durante il tempo in cui vengono a trovarsi nello stato di estasi, il loro cervello viene a trovarsi in una condizione di profondo rilassamento; benché i veggenti restino attivi e i loro canali sensoriali rimangano aperti, essi non reagirebbero a stimoli esterni.
Una critica dettagliata dei test condotti sui veggenti è presentata nel libro di Marco Corvaglia La verità su Medjugorje. Il grande inganno (Lindau, 2018) ed in quella del neurofisiopatologo Francesco D'Alpa Medjugorje. La frode e l'estasi (Laiko.it, 2017). Inoltre lo psicologo Armando De Vincentiis ha analizzato il lavoro di Margnelli nel suo libro Estasi: stimmate e altri fenomeni mistici (Avverbi, Roma, 1999), sostenendo che le conclusioni a cui è arrivato Margnelli presenterebbero diversi punti deboli.
Una prova empirica venne effettuata il 14 gennaio 1985 da Jean-Louis Martin, un giovane francese che, dopo essersi trasferito stabilmente a Međugorje, cominciò a nutrire dei sospetti. Durante la presunta apparizione egli portò, con un gesto improvviso, due dita a circa dieci centimetri dagli occhi di Vicka, per vedere se la veggente fosse effettivamente disconnessa dalla realtà circostante, come da lei affermato.
Vicka, al contrario, in quell'istante reagì ritraendo il capo. La scena fu ripresa dalla videocamera di uno studioso canadese, il professor Louis Bélanger.

## Posizioni dei pontefici

### Papa Giovanni Paolo II
Secondo Slawomir Oder, che il 13 maggio 2005 era stato nominato dal cardinale Camillo Ruini postulatore della causa di canonizzazione di Giovanni Paolo II, dai volumi di materiale esaminato emerge che quest'ultimo confidò privatamente a molteplici conoscenti la sua convinzione personale dell'autenticità delle apparizioni.
Secondo Paul Kengor, nel maggio 1982 il vescovo Pavol Hnilica si recò in Russia con monsignor Leo Maasburg, confessore e consigliere spirituale di Madre Teresa di Calcutta per presenziare alla consacrazione della Russia al Cuore Immacolato di Maria il 13 maggio 1982. Marie Czernin scrisse che quando Hnilica tornò a Roma, papa Giovanni Paolo II lo incontrò e gli disse, tra le altre cose che "Međugorje è la continuazione di Fátima, è il compimento di Fátima!  Hnilica è stata membro del Segretariato del "Comitato Regina della Pace", insieme ad altri eminenti sostenitori del fenomeno di Međugorje, tra cui Jozo Zovko e Slavko Barbarić.
Secondo Antonio Gaspari di Vatican Insider, il cardinale František Tomášek, arcivescovo emerito di Praga, dichiarò di aver sentito Giovanni Paolo II affermare che se non fosse stato eletto, gli sarebbe piaciuto essere a Međugorje per aiutare i pellegrini.

### Papa Benedetto XVI
Come con Giovanni Paolo II, anche a papa Benedetto XVI furono attribuite molte dichiarazioni favorevoli al fenomeno di Međugorje, che nel luglio 1998, ancora cardinale, liquidò come "semplici invenzioni".
Nel 2006 il vescovo Perić visitò Roma nel 2006 e riferì che nella sua discussione con Benedetto XVI riguardo al fenomeno di Međugorje, il Papa dichiarò: "Noi della congregazione ci siamo sempre chiesti come può un credente accettare come autentiche le apparizioni che si verificano ogni giorno e per così tanti anni?"
Nel 2009 Benedetto XVI ridusse allo stato laicale l'ex direttore spirituale dei presunti veggenti, Tomislav Vlašić.
Nel 2010, papa Ratzinger istituì una commissione di studio internazionale, presieduta dal cardinale Camillo Ruini. Il lavoro della commissione fu difficile fin dall'inizio a causa del disaccordo tra i membri. Alcuni dei più importanti di essi ritenevano che la commissione non potesse in alcun modo prendere una decisione mentre le presunte apparizioni erano ancora in corso e quindi smisero di partecipare alle riunioni. Alla fine del mandato di Benedetto la commissione non aveva completato il suo lavoro e i suoi risultati furono trasferiti alla competenza di papa Francesco.

### Papa Francesco
Papa Francesco ha più volte espresso giudizi fortemente critici su Međugorje, seppur in maniera implicita. Il 14 novembre 2013 aveva alluso alle apparizioni bosniache affermando: "Io conosco un veggente, una veggente che riceve lettere della Madonna, messaggi della Madonna. Ma, guarda, la Madonna è madre! E ama tutti noi. Ma non è un capo ufficio della posta, per inviare messaggi tutti i giorni".
Il 9 giugno 2015 aveva stigmatizzato chi "aspetta i veggenti e la lettera che la Madonna spedirà alle quattro di questo pomeriggio".
Il 25 novembre 2016 su "La Civiltà Cattolica" aveva nuovamente negato che la Madonna fosse un "capo di un ufficio postale che ogni giorno manda una lettera diversa, dicendo: “Figli miei, fate questo e poi il giorno dopo fate quest’altro”. No, non questa. La Madonna vera è quella che genera Gesù nel nostro cuore, che è Madre. Questa moda della Madonna superstar, come una protagonista che mette se stessa al centro, non è cattolica".
Il 15 maggio 2017 rendendo note le conclusioni della commissione Ruini, ha affermato di essere più "cattivo" rispetto alle conclusioni stesse: "Preferisco la Madonna madre, nostra madre, e non la Madonna capo-ufficio telegrafico che tutti i giorni invia un messaggio a tale ora… questa non è la mamma di Gesù. E queste presunte apparizioni non hanno tanto valore. E questo lo dico come opinione personale."
A maggio 2019, papa Francesco ha deciso di autorizzare i pellegrinaggi ufficialmente organizzati da diocesi e parrocchie. In ogni caso, l'autorizzazione papale non dev'essere interpretata come un'autenticazione degli avvenimenti di Međugorje, i quali necessitano di ulteriore esame da parte della Chiesa. Nelle parole di Alessandro Gisotti, direttore della Sala Stampa della Santa Sede, il visitatore apostolico Henryk Hoser "avrà, in tal modo, maggiore facilità a stabilire - d’intesa con gli ordinari dei luoghi - rapporti con i sacerdoti incaricati di organizzare pellegrinaggi a Međugorje, come persone sicure e ben preparate, offrendo loro informazioni e indicazioni per poter condurre fruttuosamente tali pellegrinaggi".

## Alti prelati

### Fraternità sacerdotale San Pio X
La Fraternità sacerdotale San Pio X si è pronunciata su questo e altri casi di presunte apparizioni mariane in una conferenza svoltasi ad Albano Laziale nel 2019.

## Controversie

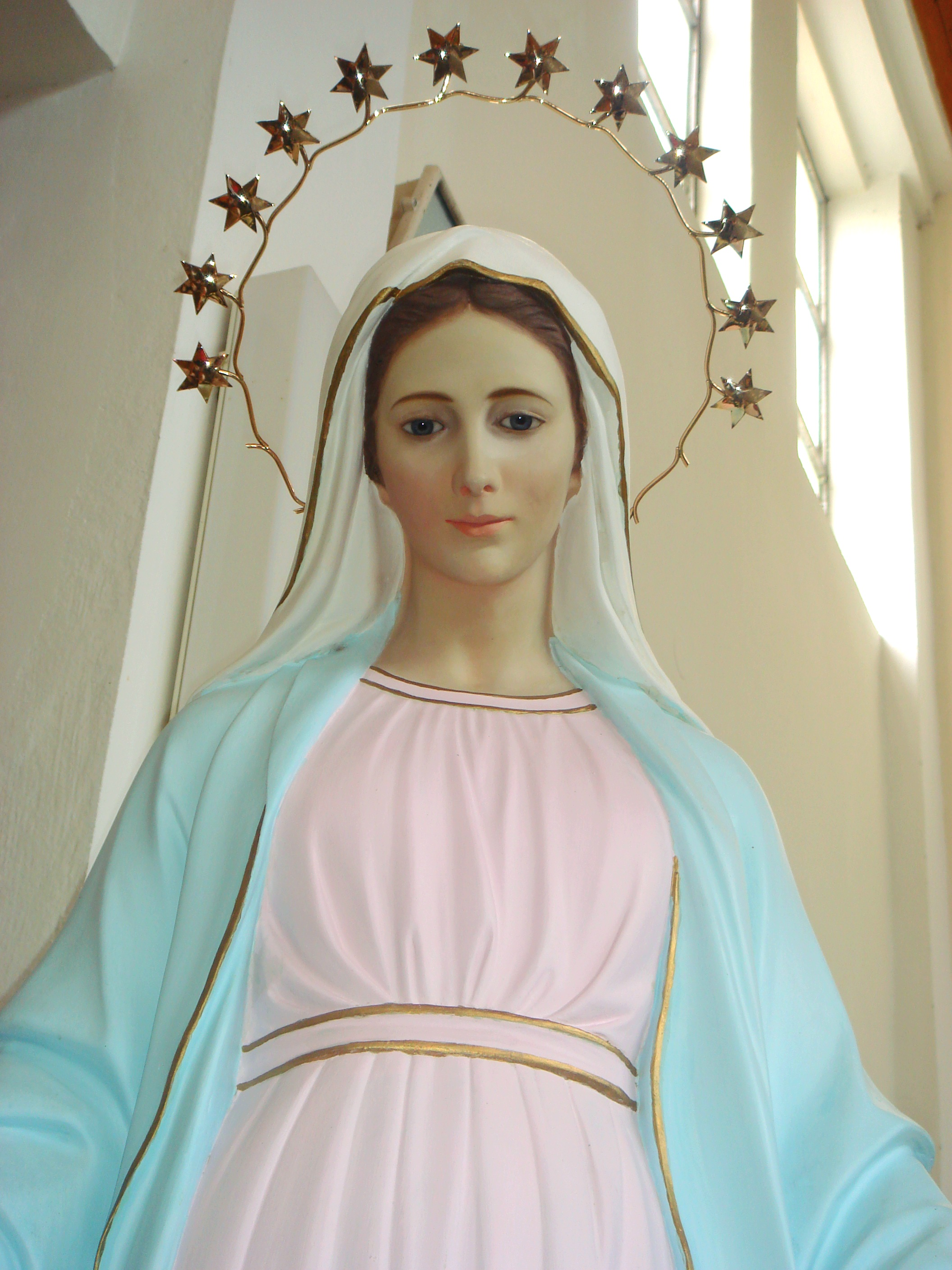
Statua dell'Immacolata Concezione a Tihajlin, vicino a Međugorje

### Il caso Vlašić
Il 28 luglio 2009, papa Benedetto XVI ha accolto la richiesta di padre Tomislav Vlašić di riduzione allo stato laicale. Padre Vlašić, ex parroco di Međugorje e per molti anni guida spirituale dei veggenti, era sotto inchiesta del Vaticano per aver diffuso "eresie", per "manipolazione delle coscienze" e per aver avuto rapporti sessuali con una suora. La rinuncia al sacerdozio ha evitato la scomunica per eresia. La Chiesa ha espressamente vietato a Vlašić di discutere di qualsiasi argomento religioso o di menzionare anche indirettamente in pubblico il nome di Međugorje. La scomunica da parte della Congregazione per la Dottrina della Fede è comunque giunta nell'ottobre 2020. Nei primi anni delle apparizioni la Madonna, in alcuni messaggi, avrebbe espresso giudizi favorevoli su padre Vlašić.

### Lo scetticismo del vescovo di Mostar
Il vescovo di Mostar, Ratko Perić, nel cui territorio ricade Međugorje ha ribadito in più occasioni di non credere alle apparizioni. Per monsignor Perić la "figura femminile apparsa a Međugorje" si comporta in maniera diversa rispetto alle altre apparizioni mariane riconosciute dalla Chiesa e ha più volte espresso pensieri completamente contraddittori.

### Il "business di Međugorje"
Inchieste giornalistiche hanno accusato alcuni veggenti di aver lucrato sulle presunte apparizioni diventando proprietari di alberghi, resort, negozi e aziende che promuovono pellegrinaggi nella località.

### Studi medico-scientifici
- Luigi Frigerio, Giacomo Mattalia, Luigi Bianchi, Dossier scientifico su Medjugorje. Presentazione di Flaminio Piccoli, Como, Grafica Marelli, 1986.
- Andreas Resch, Giorgio Gagliardi, I Veggenti di Medjugorje. Ricerca psicofisiologica 1998, Innsbruck, Resch Verlag, 2000.
- (FR)  Henri Joyeux, Études médicales et scientifiques sur les apparitions de Medjugorje, François-Xavier de Guibert, 1984 (1e Édition), 1999 (2e Édition); tr. it. Studi medici e scientifici sulle apparizioni di Međugorje, Brescia, Queriniana, 1985

### Opere teologiche, inchieste e testimonianze
- P. Barnaba Hechich (a cura di), I messaggi della Madonna alla comunità parrocchiale di Međugorje, Tocco da Casauria, Edizioni Međugorje, 1992.
- Ernesto Filoso, Operazione Međugorje, Napoli, Edizioni Scientifiche Italiane, 1992. ISBN 88-7104-440-1 (reportage giornalistico, una riflessione laica).
- René Laurentin e René Lejeune. Messaggio e pedagogia di Maria a Medjugorje. Raccolta cronologica dei messaggi, urgenza del ritorno a Dio, Queriniana, Brescia, 1998. ISBN 88-399-1753-5
- Riccardo Caniato e Vincenzo Sansonetti, Maria, alba del terzo millennio. Medjugorje vent'anni, 1981-2001, Milano, Ares, 2001. ISBN 88-8155-213-2; 2002 ISBN 88-8155-243-4 (ed. riveduta e ampliata)
- Padre Livio Fanzaga, L'avvenimento del secolo. La Madonna si è fermata a Medjugorje, Milano, Sugarco, Milano, 2004. ISBN 88-7198-483-8
- Antonio Socci, Mistero Medjugorje, Milano, Piemme, 2005. ISBN 88-384-8493-7
- Padre Livio Fanzaga con Saverio Gaeta, Medjugorje in attesa del Segno, Milano, Sugarco, 2006. ISBN 88-7198-511-7
- Saverio Gaeta, Medjugorje: è tutto vero, Milano, Piemme, 2006. ISBN 88-384-8603-4
- Paolo Brosio, A un passo dal baratro. Perché Medjugorje ha cambiato la mia vita, Milano, Piemme, 2009. ISBN 978-88-566-1106-9
- Paolo Brosio, Profumo di lavanda. Medjugorje, la storia continua, Milano, Piemme, 2010. ISBN 978-88-566-1440-4
- Padre Livio Fanzaga con Diego Manetti, I segreti di Medjugorje. La Regina della Pace rivela il futuro del mondo, Milano, Piemme, 2010. ISBN 978-88-566-0195-4
- Daniele Calisesi, Riccardo Caniato, Vincenzo Sansonetti, Medjugorje. Le immagini più belle, le emozioni più forti, Milano, Rizzoli, 2011. ISBN 978-88-17-04943-6
- Padre Livio Fanzaga con Diego Manetti, L'ora di Satana. A Medjugorje la Madonna svela l'attacco del male al mondo contemporaneo, Milano, Piemme, 2011. ISBN 978-88-566-2201-0
- Diego Manetti, Ipotesi su Medjugorje. Ultima chiamata per la salvezza dell'umanità, Cinisello Balsamo, San Paolo, 2011. ISBN 978-88-215-7210-4
- Paolo Brosio, Viaggio a Medjugorje. Trent'anni con la Regina della Pace, Milano, Piemme, 2011. ISBN 978-88-566-1441-1
- Padre Livio Fanzaga con Saverio Gaeta, Medjugorje. Ultimo appello, Milano, Sugarco, 2011. ISBN 978-88-7198-612-8
- Saverio Gaeta, L'ultima profezia. La vera storia di Medjugorje, Milano, Rizzoli, 2011. ISBN 978-88-17-04820-0
- Padre Livio Fanzaga con Diego Manetti, Il ritorno di Cristo. La seconda venuta di Gesù e le profezie di Medjugorje sulla fine dei tempi, Milano, Piemme, 2012. ISBN 978-88-566-1811-2
- Rino Cammilleri, Medjugorje, il cammino del cuore, Milano, Mondadori, 2012. ISBN 978-88-04-62104-1
- Riccardo Caniato, Medjugorje. Paradiso, solo andata, Milano, Edizioni Ares, 2013. ISBN 978-88-8155-585-7
- (FR)  Suor Emmanuel Maillard, Međugorje, la guerre au jour le jour, Éditions des Béatitudes, 1992.
- (FR)  Suor Emmanuel Maillard e Denis Nolan, Međugorje. Que dit l'Église?, Ephèse Diffusion, Diffusion Téqui, 1997, 3e éd. (ISBN 2-7403-0260-6); 6° édit., 2005-2006 (ISBN 2-9521351-9-3); tr. ita. Međugorje. Cosa dice la Chiesa, Camerata Picena, Shalom, 1996. ISBN 88-86616-19-8
- (FR)  Suor Emmanuel Maillard, Međugorje. Les années 90. Le triomphe du cœur!, Éditions des Béatitudes, Nouan-le-Fuzelier, 1999, 12e éd. ISBN 2-84024-098-X; tr. it. Međugorje. Gli anni '90. Il trionfo del cuore!, Camerata Picena, Shalom, 1998. ISBN 88-86616-97-X
- (FR)  Suor Emmanuel Maillard, L'enfant caché de Međugorje, Editions des Béatitudes, 400 p., 2° édit., 2006. ISBN 978-2-84024-256-7
- (FR)  Suor Emmanuel Maillard, Međugorje, les années 1990, Éditions des Béatitudes, 1996.
- (EN)  June Klins, The Best of "The Spirit of Međugorje", AuthorHouse, 2005.
- (EN)  David Michael Lindsey, The Woman and the Dragon: Apparitions of Mary, Pelican Publishing, 2000.
- Donald A. Foley, Comprendere Medjugorje. Visioni celesti o inganno religioso? (Citazioni e stralci), su Manfred Hauke (a cura di), theotokos.org.uk, traduzione di Andrea Sandr, Collana di mariologia, vol. 14, Cantagalli, Facoltà Teologica di Lugano Eupress FTL, 2017, ISBN 978-88-6879-510-8, OCLC 1011727658. URL consultato il 3 agosto 2019 (archiviato dall'url originale il 3 agosto 2019). Ospitato su  archive.is.. (recensione di Frank M. Rega,  The Remnant., 31 luglio 2006)
- Vjekoslav Perica, Balkan Idols: Religion and Nationalism in Yugoslav States, Oxford, Oxford University Press, 2002.
- (HR) Kutleša (a cura di), Ogledalo pravde [Mirror of Justice] (PDF), Mostar, Biskupski ordinarijat Mostar (Ordinariato episcopale di Mostar), 2001 (archiviato dall'url originale l'8 novembre 2021).
- Peter Jan Margry, The Global Network of Deviant Revelatory Marian Movements, in Maunder (a cura di), The Oxford Handbook of Mary, Oxford University Press, 2019, ISBN 9780192511140.
- Chris Maunder, Our Lady of the Nations: Apparitions of Mary in 20th-Century Catholic Europe, Oxford, Oxford University Press, 2016, ISBN 9780198718383.
- (HR) Kutleša (a cura di), Ogledalo pravde [Mirror of Justice] (PDF), Mostar, Biskupski ordinarijat Mostar (Bishop's Ordinariate Mostar), 2001 (archiviato dall'url originale l'8 novembre 2021).
- John Thavis, The Vatican Prophecies: Investigating Supernatural Signs, Apparitions, and Miracles in the Modern Age, New York City, Viking, 2015, ISBN 9780525426899.

### Opere critiche
- Donal Anthony Foley, Comprendere Medjugorje: Visioni celesti o inganno religioso?, Siena, Edizioni Cantagalli, 2017. ISBN 978-88-6879-510-8
- Marco Corvaglia, La verità su Medjugorje. Il grande inganno, Torino, Edizioni Lindau, 2018. ISBN 978-88-3353-016-1
- Ernesto Cuoghi, Međugorje. Valutazioni, vicende, documenti. Il suono di un'altra campana, Venezia, Supernova Edizioni, 1994.
- Raffaele Ascheri, L'imbroglio di Medjugorje. Le false apparizioni della madonna, Milano, Kaos Edizioni, 2007. ISBN 978-88-7953-170-2
- Marco Marzano, Cattolicesimo magico. Un'indagine etnografica, Milano, Bompiani, 2009. ISBN 978-88-452-6238-8
- Francesco D'Alpa, Medjugorje. La frode e l'estasi. Laiko.it, 2017
- Pier Angelo Gramaglia, L'equivoco di Medjugorje: apparizioni mariane o fenomeni di medianità?, Torino, Claudiana, 1987
- E. Michael Jones, Medjugorje: The Untold Story (Medjugorje, la storia non raccontata), South Bend, Fidelity Press, 1994. ISBN 978-09-2989-100-2
- E. Michael Jones, The Medjugorje deception: Queen of Peace, ethnic cleansing, ruined lives (L'inganno di Medjugorje: Regina della Pace, pulizia etnica, vite rovinate), South Bend, Fidelity Press, 1998
- Ivo Sivrić, OFM. (Un francescano nato a Medjugorje e che ora vive a St. Louis, MO, USA), The Hidden Side of Medjugorje (Il lato nascosto di Medjugorje), Edizioni Psilog, 1989